# Blau blüht der Enzian (Lied)
Blau blüht der Enzian ist ein volkstümlicher Schlager des deutschen Musikers Heino aus dem Jahr 1972. Es entstand für Franz Antels gleichnamige Schlager- und Verwechslungskomödie Blau blüht der Enzian (1973).

## Veröffentlichung
Blau blüht der Enzian erschien im September 1972 als 7″-Single bei dem Plattenlabel EMI Columbia. Auf der B-Seite war der Titel Irgendwann sind alle gleich enthalten. Die Musik und der Text wurden von Adolf von Kleebsattel geschrieben beziehungsweise komponiert; die Produktion tätigten Erich Becht, Ralf Bendix sowie Karl-Heinz Schwab.
Am 28. Oktober 1972 interpretierte Heino den Titel als Neuvorstellung in der 39. Ausgabe der ZDF-Hitparade mit Dieter Thomas Heck. Am 27. Oktober 1983 trat er für die Sonderausgabe Super-Hitparade – Schlager, die man nicht vergißt erneut mit dem Lied auf.

## Charts und Chartplatzierungen
| ChartsChartplatzierungen | Höchstplatzierung | Wochen/ Monate |
| ------------------------ | ----------------- | -------------- |
| Deutschland (GfK)        | 2 (28 Wo.)        | 28 Wo.         |
| Österreich (Ö3)          | 18 (1 Mt.)        | 1 Mt.          |
| Schweiz (IFPI)           | 3 (11 Wo.)        | 11 Wo.         |

| ChartsJahrescharts (1973) | Platzierung |
| ------------------------- | ----------- |
| Deutschland (GfK)         | 24          |